# Парк Древлянський
Парк «Древлянський» — природний парк, розташований у центрі міста Коростень, на гранітних берегах річки Уж.

## Історія
У 2005 році на найвищій точці парку встановили великий пам'ятник князю Малу. На цій вершині розташовувалося древнє городище (стародавнє укріплене поселення). Зараз там можна побачити дерев'яну стіну з баштами та воротами, можливо, саме там була резиденція Мала.
У 2008 році встановили пам'ятник княгині Ользі, який стоїть біля пам'ятки природи «Ольжині купальні», вважається, що саме це була її купальня.
12 жовтня 2015 року за кошти меценатів навпроти центрального входу до парку встановили пам'ятник князю Володимиру (за авторством скульпторів Віталія Рожика та Василя Фещенка). Відкриття відбулося 14 жовтня 2015 року.
У 2016 році парк імені Миколи Островського був перейменований на парк «Древлянський».
У вересні тут щорічно проходить Міжнародний фестиваль дерунів.

## Пам'ятники

Пам'ятник князю Малу

Тут встановлені пам'ятники княгині Ользі, князю Малу, Добрині Микитовичу, древлянській княжні Малуші з малолітнім сином Володимиром, князю Володимиру, а також пам'ятник деруну.